# 6,5×52 Carcano
6,5×52 Carcano (tudi 6,5 mm Carcano) je puškovni naboj, ki ga je razvila Kraljevina Italija leta 1890, še preden se je končal razvoj puške Carcano.
Bil je drugi italijanski naboj polnjen z brezdimnim smodnikom (za nabojem 10,4x47 R Vetterli v različici M.90). Uporabljal je kroglo manjšega kalibra, 6,5 mm, v primerjavi s takratnim evropskim standardom okoli 8 mm (Nemčija - 8x57 I, Francija - 8x50 R Lebel, Združeno kraljestvo - 7,7x56 R in Avstro-Ogrska - 8x50 R Mannlicher).
Po prvi svetovni vojni se je izkazalo, da je ta naboj nekoliko prešibak predvsem za rabo v mitraljezih. V 20. letih 19. stoletja so se začeli programi za razvoj novih, močnejših nabojev. Leta 1935 je bil za nov mitralješki naboj izbran 8×59 Breda, za puške pa leta 1938 7,35×51 Carcano.
Na podlagi tega 6,5-mm naboja je bil razvit kup vojaških nabojev enakega kalibra: 6,5×53 R Mannlicher (Romunija in Nizozemska), 6,5×55 (Švedska in Norveška), 6,5×50 Arisaka (Japonska), 6,5x54 Mannlicher-Schönauer in 6,5×58 Vergueiro (Portugalska).

## Orožje, ki uporablja ta naboj
| Puške: - Carcano - Vetterli-Carcano M1870/87/15 | Mitrajezi: - Perino M1908 - Fiat-Revelli M1914 - lahka breda - Vickers - Maxim M1906 |